# Orontes (Perser)
Orontes († 401 v. Chr.) war ein Angehöriger des achämenidischen Königshauses. Er wurde wegen eines von ihm geübten Verrats gegen den persischen Prinzen Kyros den Jüngeren hingerichtet.

## Werdegang
Über das frühe Leben des Orontes ist nichts bekannt. Nach anfänglicher Opposition wurde er zu einem Gefolgsmann des Kyros. 401 v. Chr. beteiligte er sich an Kyros’ Feldzug gegen dessen Bruder, den Großkönig Artaxerxes II. Kyros hatte hierzu eine starke Armee aufgeboten, darunter mehr als 10.000 griechische Söldner, zu denen auch der Geschichtsschreiber Xenophon gehörte. Es ist nicht bekannt, ob Orontes sich dem Kriegszug des Kyros freiwillig anschloss. Jedenfalls hegte er offensichtlich wie manch anderer persischer Adliger Zweifel an Kyros’ Sieg, zumal dieser ein Usurpator war und Artaxerxes II. über die stärkere Armee verfügte. So plante er kurz vor der entscheidenden Schlacht von Kunaxa (3. September 401 v. Chr.) den Abfall von Kyros.
Zu diesem Zeitpunkt war Kyros auf die ersten Spuren der feindlichen Armee gestoßen. Ein Voraustrupp, der Kyros beobachten sollte, verbrannte auf dem Rückweg zum Großkönig das durchrittene Gelände, um die Futtersuche für Kyros’ Tiere zu erschweren. Zum Schein schlug Orontes Kyros vor, mit 1000 Reitern den feindlichen Voraustrupp zu verfolgen und von weiteren Verwüstungen abzuhalten. Auch wolle er verhindern, dass Mitglieder der Vorhut Artaxerxes II. über Kyros’ Anmarsch informierten. Nachdem Kyros sein Angebot gebilligt hatte, schrieb Orontes einen Brief an den Großkönig und kündigte darin seinen Seitenwechsel an. Der von ihm ausgesuchte Überbringer des Briefes händigte aber das verfängliche Schreiben Kyros aus.
Daraufhin wurde ein Hochverratsprozess gegen Orontes vor einem Kriegsgericht eröffnet. Der spartanische Feldherr Klearchos, Kommandant der griechischen Söldner, wurde von Kyros zu einem von sieben Richtern ernannt und berichtete später Xenophon darüber. Als Verhandlungsort diente das von 3000 griechischen Söldnern bewachte Zelt des Prinzen. Der abgefangene belastende Brief diente als Beweis gegen den Angeklagten. Kyros warf Orontes vor, dass er ihn schon zweimal verraten habe. Beim ersten Mal sei Orontes ihm von seinem Vater, König Dareios II., als Untergebener nach Kleinasien zugesandt wurden. Auf Anstiften des Artaxerxes (II.) habe Orontes damals gegen Kyros gekämpft und die Burg von Sardes besetzt, bis er von Kyros besiegt worden sei. Dennoch habe Kyros ihm dies ebenso verziehen wie einen zweiten an ihm geübten Verrat. Nach der Darstellung Xenophons bestätigte Orontes Kyros’ Bericht und gestand auch ein, ihm Unrecht getan zu haben.
Bei der Beratung über das Urteil plädierte Klearchos, der als Erster seine Meinung kundtun sollte, für die Verhängung der Todesstrafe. Diese Ansicht fand die Zustimmung der anderen sechs Richter, die Orontes gemäß persischer Sitte zum Zeichen des Todes am Gürtel berührten. Dann wurde der Verurteilte in das Zelt von Kyros’ Vertrauten Artapates gebracht. Seitdem wurde Orontes laut Xenophon von niemandem mehr gesehen; seine Todesumstände blieben unbekannt.